# L'Amour et le Pouvoir
L'Amour et le Pouvoir (The First Man in Rome) est un roman historique de Colleen McCullough publié pour la première fois en 1990. Il a été publié en français la même année aux éditions Belfond. Les éditions L'Archipel l'ont publié en deux tomes au début des années 2000 : Les Lauriers de Marius et La Revanche de Sylla. La Couronne d'herbe est la suite de ce roman.
Il s'agit du premier roman de la fresque historique Les Maîtres de Rome.

## Résumé
Le roman raconte l'histoire de la République romaine entre 110 et 100 av. J.-C.. Elle est caractérisée par l'ascension de deux hommes : Marius et Sylla. En -110, Marius est un militaire de carrière très riche mais sorti de la campagne et méprisé par les aristocrates romains. Sylla, lui, vit dans une vie de débauche entre sa maîtresse et sa belle-mère. Il est aristocrate romain - membre de la gens Cornelia - mais tellement pauvre qu'il est incapable de devenir membre du sénat et magistrat de la ville.
La chance va leur sourire. Marius se fait offrir la fille d'un patricien de la plus haute noblesse: Julia, fille de Caius Julius Caesar (grand-père du futur Jules César). Apparenté à une famille d'aristocrates, il peut espérer devenir un jour consul. Du côté de Sylla, sa maîtresse et sa belle-mère meurent opportunément et il hérite d'une immense fortune. Il peut ainsi entrer au sénat. De plus, il épouse Julilla, la fille cadette de César.
Devenus beaux-frères, Marius et Sylla apprennent à se connaître et à s'estimer. Marius devient consul en 107 av. J.-C.. Une prophétesse lui a prédit qu'il serait consul sept fois mais qu'un futur neveu serait le plus grand de tous les Romains. Il obtient le commandement des légions dans la guerre contre Jugurtha, roi de Numidie, et Sylla devient un de ses légats. 
Jugurtha est vaincu de façon décisive mais c'est Sylla qui réussit à le capturer. Mais une menace encore plus dangereuse que Jugurtha menace Rome. Les Germains, venus du nord, envahissent la Gaule cisalpine et le nord de l'Italie. Les légions romaines envoyées pour les arrêter sont anéanties les unes après les autres. Les Cimbres et les Teutons sont la menace la plus mortelle depuis la prise de Rome par les Gaulois il y a quatre siècles. Il semble n'y avoir qu'un seul homme capable de les battre: Caius Marius. Celui-ci, nommé de nouveau consul (il le sera cinq ans de suite) emmène les puissantes légions romaines aux lieux où les Germains se sont installés. Il emmène avec lui son fidèle Sylla qui le seconde brillamment. Les Teutons et les Cimbres sont écrasés les uns après les autres et Marius a droit au triomphe en revenant à Rome. 
En 100 av. J.-C., Marius est consul pour la sixième fois. Il s'est allié à un tribun démagogue, Saturninus, pour faire voter une loi agraire donnant des terres à ses soldats retournés à la vie civile. Cependant, Saturninus se sépare de lui et fait voter une loi sur le grain, obligeant le sénat à acheter du grain pour nourrir une population affamée par la disette. Il veut avoir les pauvres de son côté pour s'emparer du pouvoir illégalement. Pour le contrer, Marius s'allie à ses ennemis naturels, les aristocrates. Saturninus est neutralisé puis assassiné. Marius est vainqueur mais il n'a plus d'alliés.

## Les principaux personnages
- Cnaeus Domitius Ahenobarbus : sénateur. Organise l'administration de la Gaule transalpine.
- Cnaeus Domitius Ahenobarbus : futur pontifex maximus.
- Quintus Servilius Caepio : consul en 106 av. J.-C..
- Quintus Servilius Caepio : époux de Livia Drusa. Fils du précédent.
- Servilia Caepionis : sœur du précédent. Épouse de Marcus Livius Drusus.
- Caius Julius Caesar : grand-père de Jules César.
- Marcia : femme du précédent.
- Caius Julius Caesar : fils des précédents. Époux d'Aurelia.
- Aurelia : mère de Jules César.
- Marcus Livius Drusus : époux de Servilia Caepionis.
- Livia Drusa : sœur du précédent. Épouse de Quintus Servilius Caepio.
- Jugurtha : roi de Numidie.
- Caius Marius : ancien préteur. Gendre de Caius Julius Caesar I.
- Julia : femme de Marius. Sœur de Julilla et belle-sœur d'Aurelia.
- Quintus Caecilius Metellus Numidicus dit le Porcelet : consul en 109 av. J.-C.. Adversaire de Marius.
- Quintus Caecilius Metellus Pius dit le Goret : fils du précédent.
- Publius Rutilius Rufus  : consul en 105 av. J.-C.. Ami de Marius. Oncle d'Aurelia.
- Marcus Aemilius Scaurus : princeps senatus.
- Lucius Cornelius Sylla : beau-frère de Marius. Ambitieux personnage qui veut gravir les échelons de l'État mais qui est connu comme dégradant.
- Julilla : femme de Sylla. Sœur de Julia.
- Lucius Decumius : vit à Suburra, un quartier pauvre de Rome où il fait un peu la pluie et le beau temps.
- Lucius Appuleius Saturninus : tribun de la plèbe de 102 à 100 av. J.-C..

## Édition française
- Colleen McCullough. Les Lauriers de Marius. L'Archipel. 2002. 386 p.
- Colleen McCullough. La Revanche de Sylla. L'Archipel. 2002. 410 p.